# Яґажево
Яґажево (пол. Jagarzewo, нім. Jägersdorf) — село в Польщі, у гміні Яново Нідзицького повіту Вармінсько-Мазурського воєводства.
Населення — 293 особи (2011).
У 1975-1998 роках село належало до Ольштинського воєводства.

## Демографія
Демографічна структура станом на 31 березня 2011 року:
|          | Загалом | Допрацездатний вік | Працездатний вік | Постпрацездатний вік |
| -------- | ------- | ------------------ | ---------------- | -------------------- |
| Чоловіки | 132     | 34                 | 76               | 22                   |
| Жінки    | 161     | 37                 | 70               | 54                   |
| Разом    | 293     | 71                 | 146              | 76                   |